# Greenwich Avenue

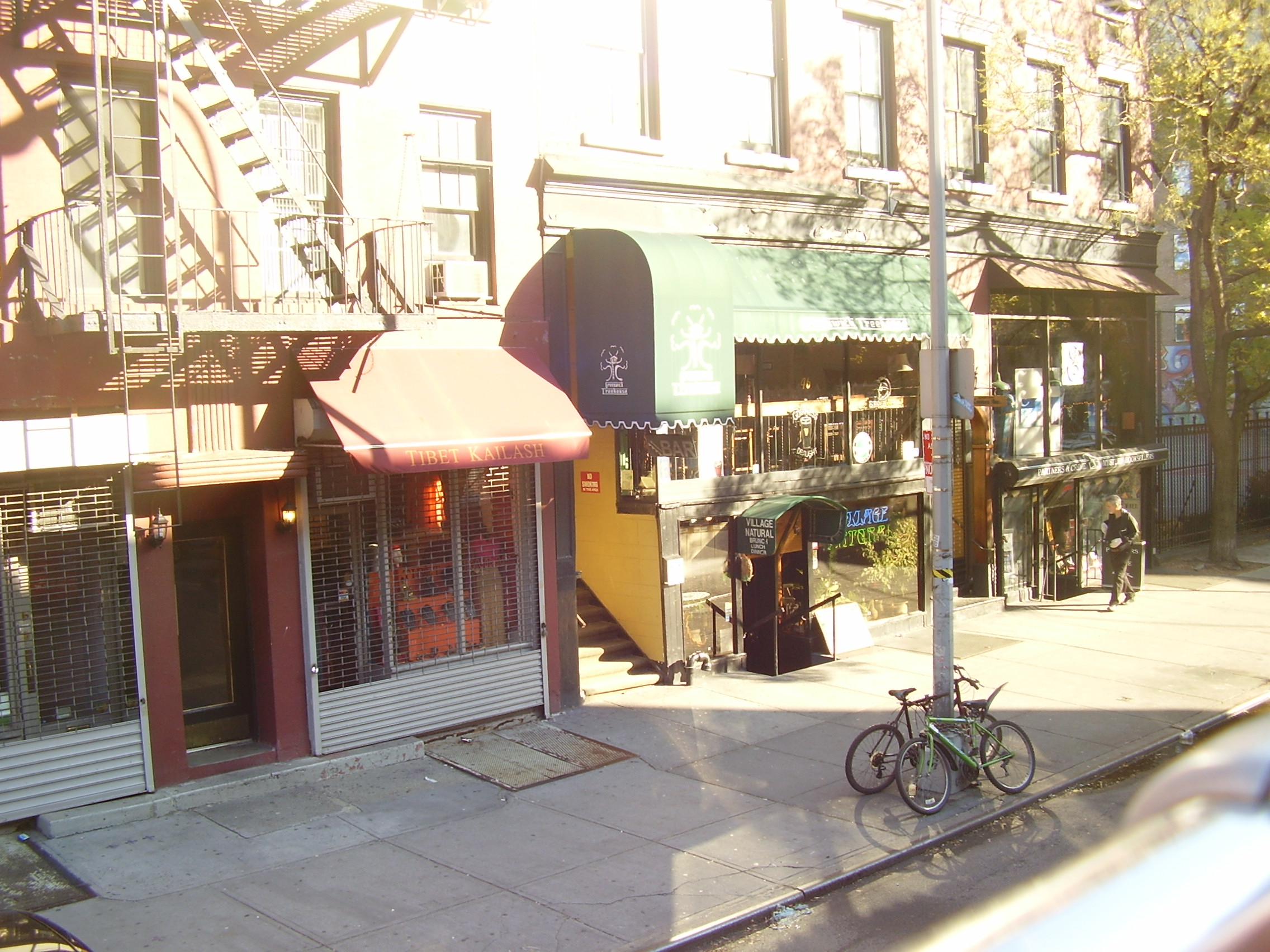
Tiendas en la vereda este de Greenwich Avenue

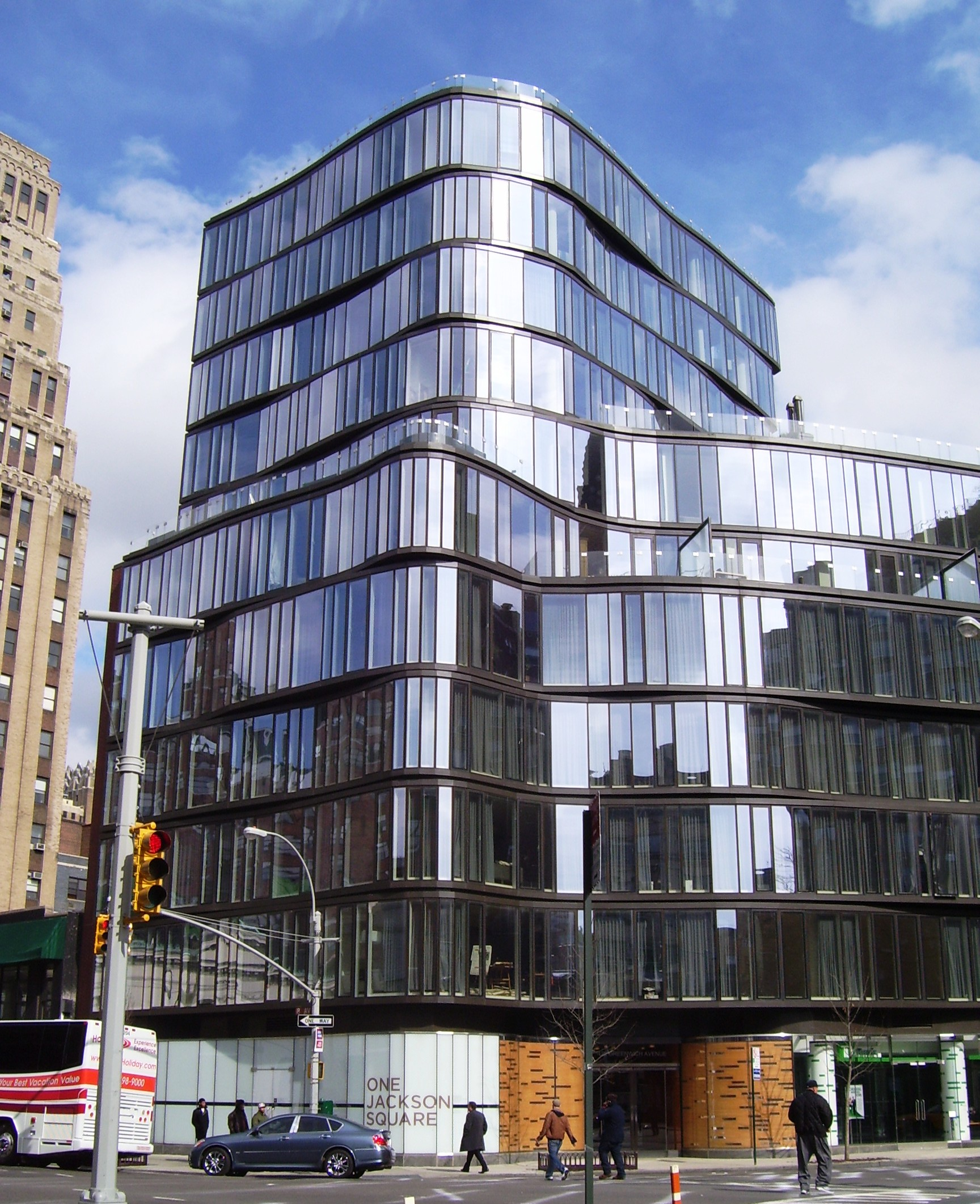
One Jackson Square en el 122 Greenwich Avenue

Greenwich Avenue (en español: "Avenida Greenwich"), antiguamente llamada Greenwich Lane, es una avenida que recorre con rumbo sureste-noroeste en el barrio Greenwich Village de Manhattan, Nueva York.  Se extiende desde la intersección de la Sexta Avenida con la calle 8 en su extremo sureste hasta su extremo noroeste en la Octava Avenida entre las calles 14 y 13. Se le confunde algunas veces con Greenwich Street. La construcción de West Village Park, rodeada por Greenwich Avenue, la Séptima Avenida, y la calle 12 empezó en el 2016.

## Transporte
Los trenes , , , , , , <F> y  del metro de Nueva York paran en la Sexta Avenida
media cuadra al sur del extremo suroriental de Greenwich Avenue en la estación West Fourth Street–Washington Square.
Los trenes ,  y  paran en la Séptima Avenida una cuadra al norte de Greenwich Avenue en la estación 14th Street.
Los trenes , ,  y  paran en la Octava Avenida y la calle 14, una media cuadra al norte del extremo noroccidental de Greenwich Avenue en la estación 14th Street – Eighth Avenue y la línea de la Octava Avenida recorre bajo Greenwich Avenue al sureste hasta la siguiente estación 14th Street.
La estación Calle 9 de lis trenes PATH se ubica en la calle 9 justo al norte de la intersección de Greenwich Avenue y la Sexta Avenida.